# Harry Harris (Boxer)

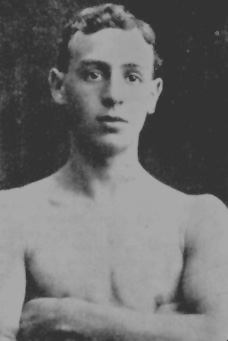
Harry Harris (vor 1923)

Harry Harris (* 18. November 1880 in Chicago, Illinois; † 26. November 1958) war ein US-amerikanischer Boxer im Bantamgewicht.

## Profikarriere
Im Jahre 1896 begann er erfolgreich seine Karriere. Am 18. März 1901 boxte er gegen Pedlar Palmer um die universelle Weltmeisterschaft und siegte durch einstimmigen Beschluss. Diesen Gürtel wurde er allerdings im selben Jahr noch los.
Im Jahre 1907 beendete Harris, der dem Judentum angehörte, seine Karriere.

## Aufnahme in Ruhmeshallen
- International Jewish Sports Hall of Fame: 2001
- International Boxing Hall of Fame: 2002